# Staroukraiinka, Huleaipole
Staroukraiinka (în ucraineană Староукраїнка) este un sat în comuna Petrivka din raionul Huleaipole, regiunea Zaporijjea, Ucraina.

## Demografie
Componența lingvistică a localității Staroukraiinka
     Ucraineană (93,75%)
     Rusă (6,25%)
Conform recensământului din 2001, majoritatea populației localității Staroukraiinka era vorbitoare de ucraineană (93,75%), existând în minoritate și vorbitori de rusă (6,25%).